# Tegnérsplatsen

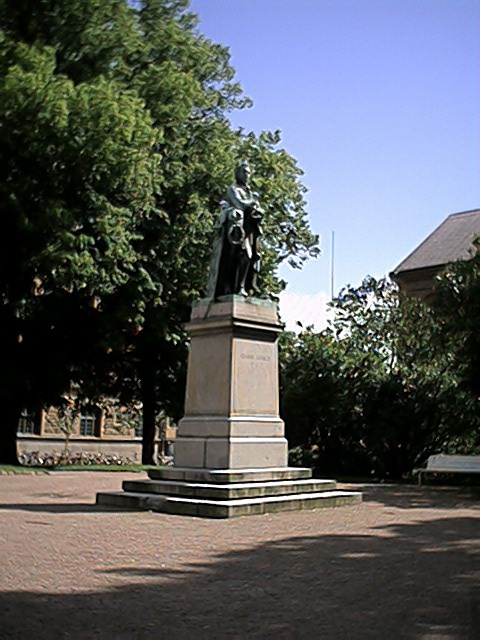
Tegnérstatyn

Tegnérsplatsen är en 1853 invigd plats i centrala Lund, söder om AF-borgen och invid parken Lundagård.
På Tegnérsplatsen står en staty över Esaias Tegnér av Carl Gustaf Qvarnström. 